# Моргун Олександр Андрійович
Олександр Андрійович Моргун (нар. 26 листопада 1967, м. Макіївка, Донецька область) — український державний діяч, кавалер орденів: За заслуги I, II, III ступенів, Богдана Хмельницького III ступеня, За мужність III ступеня. Заслужений працівник промисловості України, юрист, доктор технічних наук, професор, автор науково- популярного видання «Як дожити до 96 років».

## Біографія
У 1984 році закінчив з відзнакою (золота медаль) Погребищенську загальноосвітню школу № 1 в м. Погребище, Вінницька область. Проходив військову службу у Збройних Силах СРСР.
1989—1992 — оперуповноважений ОБХСС Ленінського РВВС, м. Донецьк.
До 2003 року працював на керівних посадах в приватних підприємствах (директор МП «ВЕЛЕС», президент ЗАТ «ГЕФЕСТ-CS», директор СП «АСКОЛА»).
У серпні 2002 року, був нагороджений Почесною грамотою Кабінету Міністрів України.
З жовтня 2003 — радник Голови Державного комітету України з питань технічного регулювання та споживчої політики. У лютому 2004 року О. Моргуна було призначено на посаду заступника Голови Держспоживстандарту, та Указом Президента присвоєно третій ранг державного службовця.
У 2005 році він став радником Першого віце-прем'єр-міністра Кабінету Міністрів України.
11.10.2005—02.10.2006 — керівник Департаменту Апарату Ради національної безпеки і оборони України. Під час роботи, за розпорядженням Секретаря РНБОУ від 29 грудня 2005 р. № 523/2005-к, отримав Почесну грамоту. 
За Указом Президента України Віктора Ющенко 250/2006 від 24.03.2006 року Олександру Моргуну було присвоєно другий ранг державного службовця.
З жовтня 2006 по лютий 2008 року працював начальником Західної регіональної митниці. До квітня 2010 року — виконувач обов'язків начальника Львівської митниці. А у 2010 році став радником Голови Державної митної служби України. Під час роботи на митниці був нагороджений Верховною радою України грамотою «За заслуги перед Українським народом» — № 120 від 13 лютого 2007 року. 
Викладав в приватному навчальному закладі Європейський Університет.
Олександр Андрійович є автором 50 наукових праць та 6 винаходів. 
У 2010 році О. А. Моргун за результатами захисту дисертації присуджено науковий ступінь доктора технічних наук зі спеціальності «навігація та управління рухом». У 2012 році рішенням Атестаційної колегії Міністерства освіти і науки, молоді та спорту України йому присвоєно вчене звання професора кафедри інформаційних систем і технологій.
В 2011 році працював в Генеральній прокуратурі України на посаді заступника начальника відділу Генеральної прокуратури України, тоді ж отримав спеціальне звання — Старший радник юстиції.
З 10.02.2012 по 11.07.2014 працював начальником управління нагляду за додержанням законів спецпідрозділами та іншими установами, які ведуть боротьбу з організованою злочинністю і корупцією прокуратури міста Києва.
В подальшому працював заступником начальника Київської міжрегіональної митниці Міністерства доходів. Проходив службу в Державній прикордонній службі.
Після створення міжрегіональної митниці ДФС України, Олександр Моргун обійняв посаду першого заступника начальника цієї установи, але вже через кілька місяців його було призначено виконувачем обов'язків начальника митниці.
Робота О. А. Моргуна у Державному бюро розслідувань почалась з дня заснування цього органу. Там він протягом двох років працював на посаді радника Директора Державного бюро розслідувань з оперативно-розшукової діяльності.

## Нагороди
- Орден «За службу Батьківщині у Збройних Силах СРСР» ІІІ ступеня;
- Заслужений працівник промисловості України;[11]
- Орден Богдана Хмельницького (Україна) ІІІ ступеня;[12]
- Орден «За заслуги ІІІ ступеня»;[13]
- Орден «За заслуги ІІ ступеня»;[14]
- Орден «За заслуги І ступеня»;[15]
- Орденом «За мужність» ІІІ ступеня;[16]
- Почесна грамота Кабінету Міністрів України.[5]

## Патенти на винаходи
- 2006 — спосіб визначення геометричних розмірів космічних об'єктів. № патенту: 18972.[17]
- 2006 — координатно-часовий спосіб керування космічними апаратами. № патенту: 19490.[18]
- 2007 — спосіб керування шириною діаграми спрямованості антенних систем № патенту: 20673.[19]
- 2007 — інтегрована система навігаційного забезпечення низькоорбітальних космічних апаратів № патенту: 24686.[20]
- 2007 — спосіб установлення зв'язку космічним апаратом з наземною станцією керування № патенту: 25020.[21]
- 2007 — спосіб динамічної оцінки телеметричного параметра № патенту: 26698.[22]

## Наукові праці та статті
- Алгоритм ідентифікації космічних апаратів по неконтрольованих випромінюваннях ботової апаратури. — Х.: Системи озброєння і військова техніка. — 2007. Вип. 2(10). — С. 18—20. Поляков О. Л., Богданоський О. М.
- Аналіз особливостей використання адаптивних компенсаторів перешкод. К.: НАОУ, ІПМЕ. 2004.36. наукових праць. Вип. 26 Черенков С. Т. Явтушенко А. М.
- Аналіз сучасних схемних рішень розширення динамічного діапазону радіоприймальних пристроїв. Збірник наукових праць Х.: ХВУ, 2004, Вип.6(53) С. 74-76, Інв. Нр. 40383 Черенков С. Т. Явтушенко А. М. Пашков Д. П.
- Аналіз вимог до радіотехнічного комплексу наземного автоматизованого комплексу управління космічних апаратів спостереження. Моделювання та інформаційні технології 2006.-№ 0.-С.00-00. Машков О. А. Козелков С. В. Богомья В.І
- Аналіз можливостей підвищення ефективності системи контролю і аналізу космічної обстановки для навігаційного забезпечення управління космічними апаратами. Системи навігації, управління і зв'язку К.: ЦНДІ навігації і управління, -2007. Вип. 1-С. 7-11. Поляков О. Л. Рачинський О. П. Ломоносов С. Є.
- Аналіз можливості використання ефекту розсіювання для визначення космічного сміття. Космічна наука і технологія. -2006.-Т.О,№ 0.-С.00-00 Богомья В. І. Загорулько О. М.
- Аналіз можливості використання ефекту розсіювання для визначення космічного сміття. Космічна наука і технологія. -2007.-Т.13,№ 3.-С.31-34 Богомья В. І. Загорулько О. М.
- Визначення геометричних розмірів космічних об'єктів. Моделювання та інформаційні технології 2006.-№ 0.-С.00-00. Машков О. А. Козелков С. В. Загорулько О. М. Богомья В.І
- Військово — космічні системи США. Навчальний посібник, — Київ: НАОУ Козелков С.В Пашков Д.В Луханін М. І. Уруський О.С
- Дослідження ефективності фільтрів Калмана в інтегрованих навігаційних системах. Труди Академії-К,:НАОУ.-2006.-№ 70.-С116-119.(інв.№ 41954 в НАОУ) Козелков С. В.
- Дослідження можливості передачі даних космічних апаратів спостереження зі змінною швидкістю. Моделювання та інформаційні технології 2006.-№ 0.-С.00-00. Машков О. А. Козелков С. В. Загорулько О. М. Богомья В.І
- Застосування артилерійських ракетно-космічних комплексів суборбітального моніторингу для забезпечення дій військ (сил). Х.: ХУПС, — 2007 Системи обробки інформації, Вип. 4(62) С. 86-88. Ставицький С. Д. Лавренчук В. О. Піскун О. М.
- Комплексування авіайійної апаратури користувачів космічних навігаційних систем. Системи обробки інформації. — Х.: ХУПС. -2006. — Вип. Козелков С.В Пашков Д. В.
- Координатно-часовий спосіб управління космічними апаратами в умовах однопунктової технології. Проблемы управления и информатики. -2006.-№ 0.-С.00-00. Богомья В. І. Загорулько О. М. Ожынский В. В.
- Методика дослідження складних нелінійних радіопристроїв високого порядку. К.: НАОУ, Труди академії. № 55. 2004.С. 75-78. Інв. Нр. № 40615 Черенков С. Т. Явтушенко А. М.
- Можливості використання апаратури супутникової навігації для балістико-навігаційного забезпечення управління космічними апаратами. Труди Академії-К,:НАОУ.-2006.-№ 69.-С144-148.(інв.№ 41775 в НАОУ) Козелков С. В. Тупкало В. М. Богомья В. І. Ставицький С. Д.
- Навігаційне забезпечення як складова високої ефективності дій ЗС Зб. Наук. Пр. Труди академії — К.: НАОУ. — 2006. — Вип. 71 Зуйко В. В.
- Організація побудови та перспективні напрямки застосування систем супутникового зв'язку. Підручник, Київ: НАОУ Козелков С.В Пашков Д.В Луханін М. І. Уруський О.С
- Організація систем управління космічними апаратами. Навчальний посібник, — Київ: НАОУ Козелков С.В Пашков Д.В Луханін М. І. Уруський О.С
- Оцінка ефективності навігаційної системи. Моделювання та інформаційні технології 2006.-№ 0.-С.00-00. Машков О. А. Козелков С. В. Богомья В.І
- Принципи рішення деяких задач навігіції ЛА за допомогою скомплектованої апаратури. Системи обробки інформації. — Х.: ХУПС. -2006. — Вип. Козелков С.В Пашков Д. В.
- Проблеми розвитку наземного комплексу управління космічних систем. стаття К.: НАОУ. Труди академії № 71. 2006, С. 24-28. інв. № 42010
- Просторове розділення зон роботи радіотехнічнихсистем що заважають. стаття Х.: ХУПС, — 2007 Системи обробки Ставицький С. Д. Гуменюк В. О.
- Розробка методу траекторних вимірів для балістико навігаційного забезпечення управління космічними апаратами середнього та дальнього космосу. Системи обробки інформації. — Х.: ХУПС. -2006. — Вип. 8957). — С. 28-31. Козелков С.В Пашков Д.В
- Розробка адаптивного алгоритму компенсації нелінійних спотворень радіоприймальних принципів. Збірник наукових праць Х.: ХВУ, 2004, Вип. 5(52) С. 74-76, Інв. Нр. 403832 Черенков С. Т. Явтушенко А. М.
- Розробка моделі вимірювання дальності і швидкості космічного апарату радіотехнічним комплексом. Проблемы управления и информатики. -2006.-№ 0.-С.00-00. Козелков С. В. Богомья В. І. Ставицький С. Д. Мироненко В. М.
- Роль інформаційного забезпечення в збройних конфліктах сучасності та майбутнього за допомогою космічних засобів. Труди Академії-К,:НАОУ.-2006.-№ 70.-С107-110.(інв.№ 41954 в НАОУ) Зуйко В. В.
- Синтез алгоритму визначення ядер Вольтера звернення нелінійного аналітичного оператора. К.: НАОУ, 36. наукових праць 2004.-Вип. 25,С. 133—135
- Технічна експлуатація космічних радіотехнічних систем. Навчальний посібник, — Київ: НАОУ Козелков С.В Пашков Д.В Луханін М. І. Уруський О.С
- Шляхи підвищення пропускної спроможності наземного автоматизованого комплексу управління космічними апаратами на базі однопунктової технології управління. стаття К.: НАОУ, Труди академії. 2007.-Вип. 3(76), Інв. № 42223.-С. 128—133 Гуменюк В. О. Загорський В. М. Заліжний Р. М. Козелкова К. С.
- Рекомендації щодо удосконалення управління системою забезпечення воєнної безпеки України з залученням Національної системи контролю та аналізу космічної обстановки. К.: Труди академії № 73, 2006, С.17-21.

## Цікаві факти
у 2012 році увійшов до складу оргкомітету Євро-2012 у Львові.